# Stand Proud
Stand Proud, также записывается как STAND PROUD — японский сингл, исполненный Дзином Хасимото. Композитором песни является Такацугу Вакабаяси, автором стихов — Сёко Фудзибаяси, а в качестве аранжировки (гитары) выступила группа ZENTA. Сингл является открывающей темой к  третьей части аниме Stardust Crusaders и был выпущен 23 апреля 2014 года. Ознакомительная версия сингла из аниме-сериала была ещё доступна для скачивания через сервис animelo компании Dwango, а полный клип стал доступен для покупки на сервисе Chaku Uta Full 18 апреля.

## Трек
Все тексты написаны Сёко Фудзибаяси, вся музыка написана Такацугу Вакабаяси.
| №                   | Название                                | Длительность |
| ------------------- | --------------------------------------- | ------------ |
| 1.                  | «Stand Proud»                           | 4:38         |
| 2.                  | «Stand Proud» (инструментальная версия) | 4:37         |
| Общая длительность: | Общая длительность:                     | 9:14         |

## Популярность
По версии Oricon, сингл Stand Proud в течение двух недель входил в список топ-синглов в Японии в какой то момент поднявшись на 13 место. По версии Billboard, сингл занял 11 место в списке хит парадов синглов Японии. По версии других японских чартов, в частности Hot Animation, песня заняла третье место, первое место в списке «независимых чартов» и второе место в списке одиночных синглов без альбомов.